# Max Brinckman

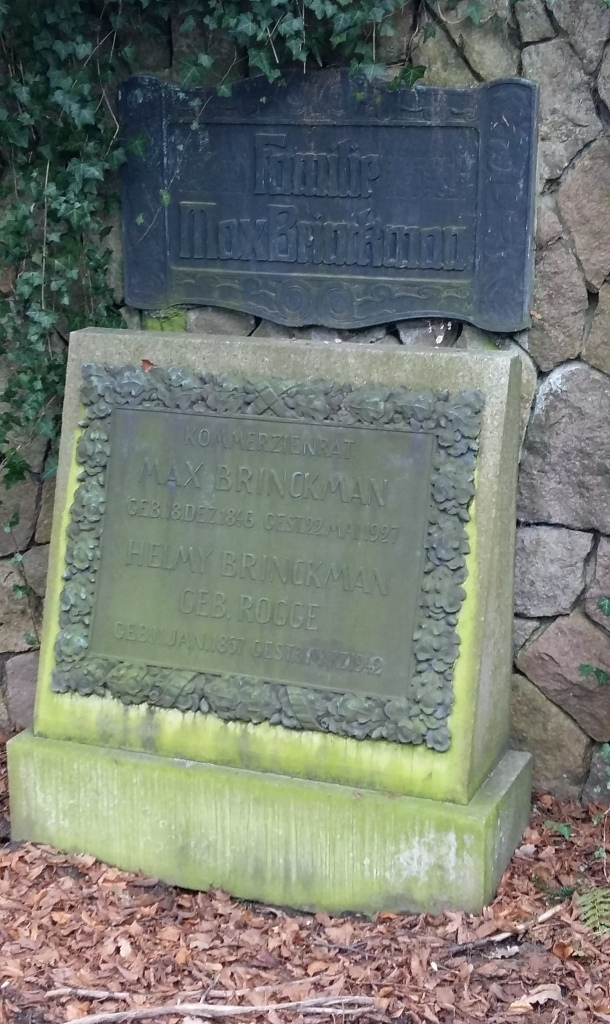
Grabmal Brinckmans auf dem Alten Friedhof in Harburg

Maximilian Felix Alexander Brinckman (* 18. Dezember 1846 in Goldberg; † 22. Mai 1927 in  Harburg) war ein deutscher Unternehmer.

## Leben
Brinckman wurde 1846 als ältester Sohn des Dichters John Brinckman und seiner Frau Elise geb. Burmeister in Goldberg geboren. Nach dem Schulbesuch in Güstrow und einer vierjährigen kaufmännischen Lehre, die er in Rostock absolvierte, ließ er sich in Hamburg, später in Harburg nieder. 1869 gründete er eine Holzhandlung (Max Brinckman KG, Holzimport, Hobel- und Leistenwerk, ab 1. Januar 2002 Anders Brinckman GmbH & Co. KG), 1896 zusammen mit Arnold Mergell (1855–1929) und Carl Klaue († 1903) die Harburger Leinoel- und Firnisfabrik Brinckman & Co und in deren Nachfolge 1906 die Harburger Oelwerke Brinckman & Mergell (HOBUM). Brinckman war dänischer Konsul.  1913 wurde er zum Königlich preußischen Kommerzienrat ernannt.
Zu Ehren seines Vaters stiftete Max Brinckman 1908 den von Wilhelm Wandschneider geschaffenen Brinckman-Brunnen in Güstrow.
Brinckmans Grab befindet sich auf dem Alten Friedhof in Hamburg-Harburg.

## Veröffentlichungen
- Allerhand Dummjungs-Geschichten ut mien Schooltid. Güstrow 1912